# Katedrála v Magdeburku
Katedrála v Magdeburku či též katedrála svatého Mořice a svaté Kateřiny (německy: Dom zu Magdeburg St. Mauritius und Katharina) je nejstarší gotická katedrála v Německu. Jedná se o katedrálu bývalého magdeburského knížecího arcibiskupství. Dnes je hlavním kostelem Evangelické církve ve středním Německu. Jižní věž je vysoká 99,25 metru, severní věž 100,98 metru, což z ní činí jednu z nejvyšších katedrál ve východním Německu. V katedrále je pohřben císař Ota I. Veliký (vládl 962–973) a jeho první manželka Edita.

## Dějiny

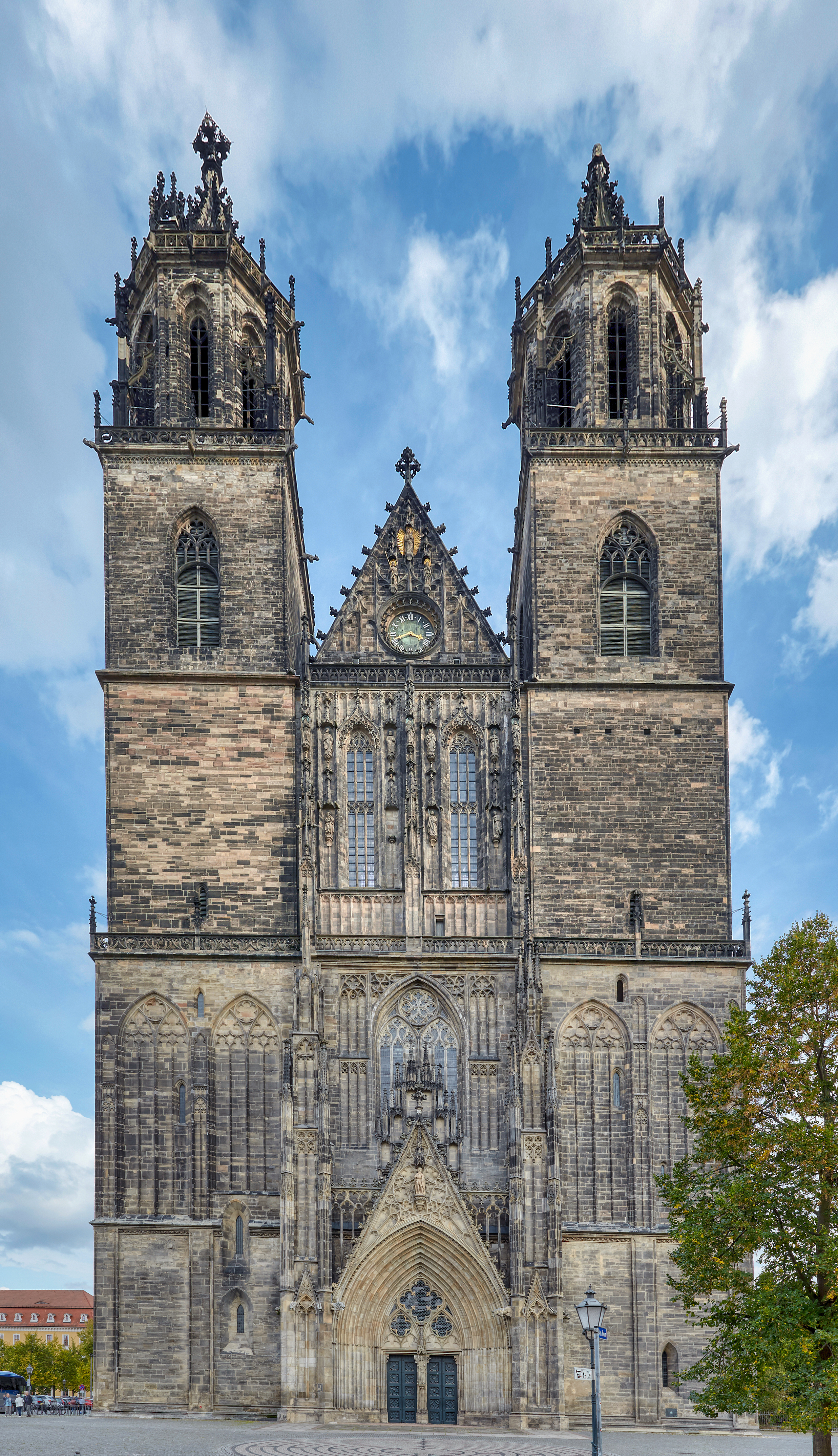
Západní průčelí katedrály

První kostel nechal Ota I. v místě postavit již roku 937. Byl zasvěcen svatému Mořici a měl šířku 41 metrů a délku 80 metrů. Katedrálou se stal roku 955, byť Magdeburg ležel na východních hranicích Otovy říše – důvodem byl plán expanze do Polska, který ale nebyl nakonec realizován. 
Tento první kostel lehl popelem po požáru v roce 1207. Spolu sním byl zničen i císařský palác (Kaiserpfalz), který stál při severní stěně katedrály (jeho pozůstatky byly vykopány v 60. letech 20. století). Přesná poloha starého kostela zůstávala dlouho neznámá, ale v květnu 2003 byly znovu objeveny základy. Vykopána byla i stará krypta, kterou dnes může navštívit veřejnost. Současná katedrála byla budována po dobu 300 let od roku 1209. Věže byly dokončeny v roce 1520. Pokyn ke stavbě dal arcibiskup Albert I. z Käfernburgu, přičemž vzorem se měly stát gotické katedrály, které poznal ve Francii. Tento styl byl v Německu do té doby zcela neznámý a němečtí řemeslníci si ho osvojovali postupně, proto lze v chrámu objevit řadu románských prvků. Nákladná stavba nebyla populární u občanů Magdeburku, jež finančně značně zatěžovala; nejednou dokonce prosadili stržení již hotových zdí a zmenšení velkolepého projektu. Zvýšení daně z piva kvůli stavbě katedrály dokonce roku 1325 vyvolalo lidovou vzpouru, při níž byl zabit arcibiskup Burchard III. ze Schraplau. V roce 1363 byla katedrála spoluzasvěcena svaté Kateřině Alexandrijské. Věže byly postaveny Bastianem Binderem, jde o jediného stavitele katedrály, který je znám jménem.

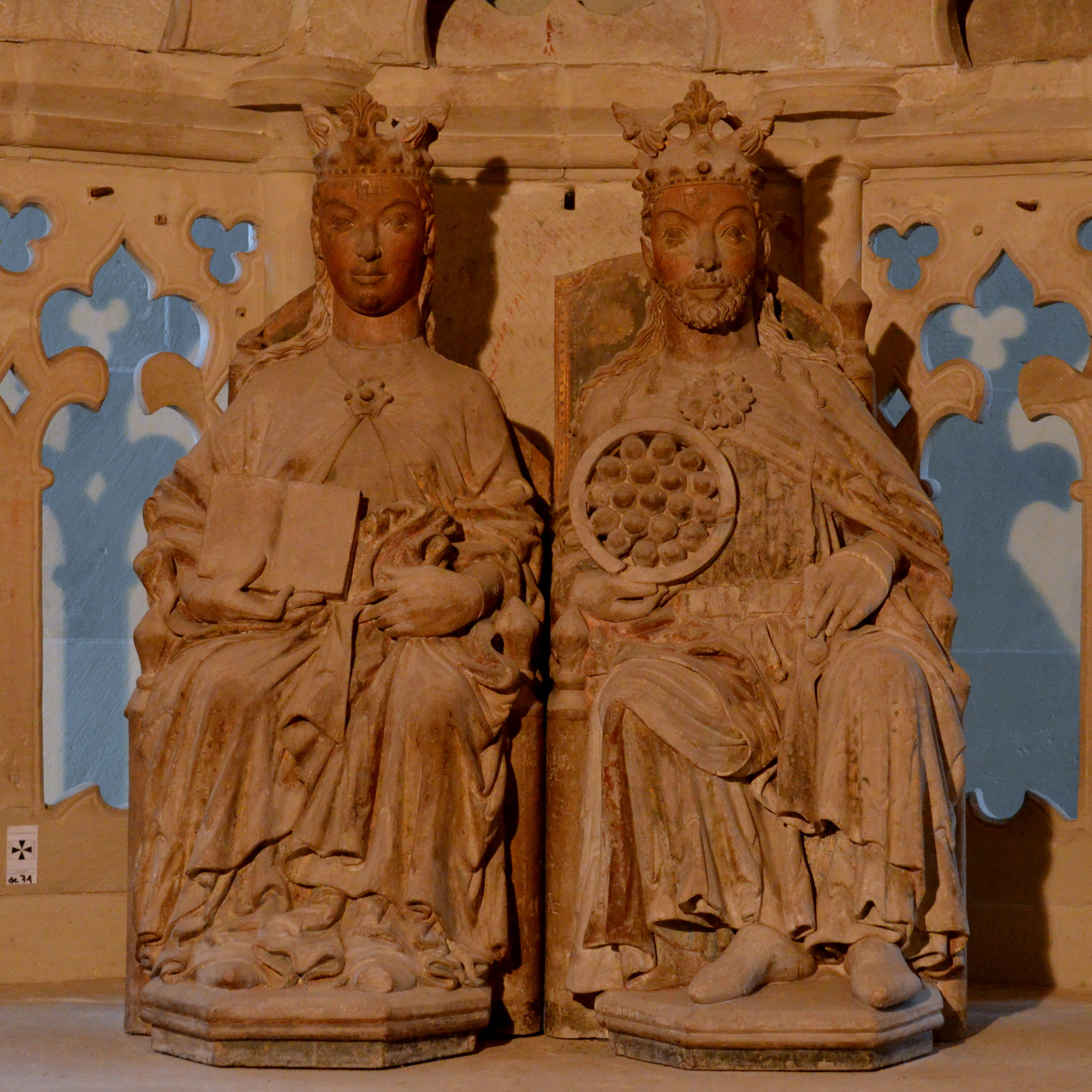
Sousoší císaře Oty I. a císařovny Edity

O první adventní neděli roku 1567 se v katedrále konala první protestantská bohoslužba. Za třicetileté války byla katedrála vypleněna, stejně jako celý Magdeburk, kde bylo povražděno takřka veškeré obyvatelstvo (z 20 000 osob zbylo 400). 
V tzv. francozském období roce 1806 byl Magdeburk darován Napoleonovi a katedrála byla využívána jako skladiště, ale také jako stáj pro koně a jako ovčín. V roce 1814 katedrála přešla do vlastnictví pruského státu. V letech 1826 až 1834 financoval pruský král Fridrich Vilém III. potřebné opravy a přestavbu katedrály pod vedením architekta Karla Friedricha Schinkela. 
V roce 1901 bylo v katedrále instalováno parní topení, pro jehož provoz byl potřeba jeden železniční vagón s uhlím, aby v zimě bylo dosaženo teploty 14 °C. Topení bylo zničeno během bombardování za druhé světové války a nikdy nebylo obnoveno. 
Vláda Východního Německa (NDR) katedrálu znovu otevřela v roce 1955.
V roce 1983 byla zahájena rekonstrukce. V roce 1990 bylo na střechu instalováno několik solárních článků, šlo o první takové využití ve východním Německu. V roce 2004 byla dokončena sbírka na nové hlavní varhany, která byla zahájena v roce 1997. Vybralo se 2,2 milionu eur. Nové hlavní varhany postavila firma Alexander Schuke Orgelbau. Byly dokončeny v květnu 2008 a vysvěceny na neděli Nejsvětější Trojice 18. května 2008.